# Gottschelia schizopleura
Gottschelia schizopleura är en bladmossart som först beskrevs av Richard Spruce, och fick sitt nu gällande namn av Riclef Grolle. Gottschelia schizopleura ingår i släktet Gottschelia och familjen Scapaniaceae. Inga underarter finns listade i Catalogue of Life.